# 1971 في المملكة المتحدة
فيما يلي قوائم الأحداث التي وقعت خلال عام 1971 في المملكة المتحدة.

## سياسة

### تعيين في المنصب
- 21 يونيو – اريك لوبوك عضو مجلس اللوردات.
- 19 أكتوبر – جيمس كالاهان وزير الظل للدولة للعمالة [الإنجليزية]‏.

### انتهاء فترة المنصب
- 19 أكتوبر – جيمس كالاهان وزير ظل الدولة للداخلية [الإنجليزية]‏.

## رياضة
- 1 يناير – بطولة ويمبلدون 1971
- 17 يوليو – جائزة بريطانيا الكبرى 1971 الفائز جاكي ستيورات.

## ظهور
- 1 يناير – الجو الدولية
- 1 يناير – انتقام العدالة رواية من تأليف أجاثا كريستي.
- 1 يناير – مجلة تايمز للتعليم العالي

## أفلام
من الأفلام التي صدرت هذه السنة في المملكة المتحدة:
- 1 يناير – الماس للأبد من إخراج غاي هاملتن.
- 1 يناير – نيكولاس وأليكساندرا من إخراج فرانكلين شافنر.
- 1 يناير – ويلي ونكا ومصنع الشيكولاتة من إخراج ميل ستيوارت (مخرج).
- 1 مايو – لورد أوف ذا فايلز من إخراج بيتر بروك.
- 19 ديسمبر – برتقالة آلية من إخراج ستانلي كوبريك.[1]

## برامج ومسلسلات وأنمي
- جيش الآباء

## موسيقى

### أغاني
من الأغاني التي صدرت هذه السنة في المملكة المتحدة:
- 11 أكتوبر – تخيل من غناء جون لينون.

## كتب
من الكتب التي صدرت هذه السنة في المملكة المتحدة:
- 1 يناير – الكرة الذهبية وقصص أخرى من تأليف أجاثا كريستي.

## مواليد

### يناير
- 1 يناير – ليزا لاشيس دي جي من المملكة المتحدة.
- 2 يناير – سكوت جيميل لاعب كرة قدم إنجليزي.[2]
- 3 يناير – سارة الكسندر[3]
- 9 يناير – إم إف دوم
- 17 يناير – ريتشارد بيرنز سائق رالي من المملكة المتحدة.
- 20 يناير – غاري بارلو[4]

### فبراير
- 3 فبراير – سارة كان[5]
- 11 فبراير – داميان لويس[6]
- 16 فبراير – أماندا هولدن[7]
- 19 فبراير – روبن ريد ملاكم من المملكة المتحدة.

### مارس
- 1 مارس – توماس أديس[8]
- 7 مارس – ماثيو فون[9]
- 24 مارس – فيكتوريا برينتس
- 25 مارس – إيان كوكس لاعب كرة قدم ترنيدادي.[10]
- 25 مارس – غاري سميث لاعب كرة قدم اسكتلندي.
- 27 مارس – ديفيد كولتهارد سائق سيارة سباق من المملكة المتحدة.[11]
- 28 مارس – سعيدة وارثي سياسية من المملكة المتحدة.
- 30 مارس – كارلتون مايرز
- 31 مارس – إيوان مكريغور ممثل بريطاني.[12]
- 31 مارس – مارتين أتكينسون حكم كرة قدم من المملكة المتحدة.

### أبريل
- 18 أبريل – ديفيد تينانت[13]
- 30 أبريل – روبرت تيلور

### مايو
- 1 مايو – مارتن روجان ملاكم من المملكة المتحدة.
- 6 مايو – سارة بلاكوود
- 25 مايو – بول بوسكيسوليدو[14]
- 27 مايو – بول بيتاني ممثل بريطاني.[15]
- 30 مايو – دنكان جونز مخرج أفلام بريطاني.[16]

### يونيو
- 18 يونيو – جاسون ماكاتير لاعب كرة قدم أيرلندي.
- 19 يونيو – كريس آرمسترونغ لاعب كرة قدم إنجليزي.[17]
- 25 يونيو – نيل لينون[18]
- 26 يونيو – غاري بوير لاعب كرة قدم.
- 30 يونيو – جيمي هاكينغ متسابق دراجات نارية من المملكة المتحدة.

### يوليو
- 1 يوليو – أميرة قصار ممثلة فرنسية.
- 13 يوليو – إيمون ماجي ملاكم من المملكة المتحدة.
- 14 يوليو – هاوارد ويب حكم كرة قدم من المملكة المتحدة.
- 21 يوليو – شارلوت غينسبور[19]
- 31 يوليو – كريغ ماكلين

### أغسطس
- 2 أغسطس – أليس إيفانز ممثلة بريطانية.
- 2 أغسطس – مايكل هيوز لاعب كرة قدم أيرلندي شمالي.[20]
- 16 أغسطس – أدريان وليامز لاعب كرة قدم.[21]
- 17 أغسطس – مارتن غراي[22]
- 20 أغسطس – ديفيد ويليامز ممثل كوميدي إنجليزي.[23]
- 22 أغسطس – ريتشارد ارميتاج ممثل بريطاني.
- 30 أغسطس – جوليان سميث سياسي من المملكة المتحدة.
- 31 أغسطس – كيرستي ألسوب مقدمة تلفزيونية من المملكة المتحدة.[24]

### سبتمبر
- 8 سبتمبر – مارتن فريمان ممثل إنجليزي.[25]
- 11 سبتمبر – ريتشارد أشكروفت مغني ومؤلف من المملكة المتحدة.
- 13 سبتمبر – برادلي ألين لاعب كرة قدم من المملكة المتحدة.[26]
- 13 سبتمبر – ستيلا ماكارتني[27]
- 24 سبتمبر – كريغ بيرلي لاعب كرة قدم إنجليزي.[28]
- 28 سبتمبر – ألان رايت لاعب كرة قدم بريطاني.[29]

### أكتوبر
- 6 أكتوبر – آلان ستبس لاعب كرة قدم.[30]
- 6 أكتوبر – ديل هولمز درّاج طريق من المملكة المتحدة.
- 10 أكتوبر – غراهام ألكسندر[31]
- 10 أكتوبر – يان بينيت لاعب كرة قدم بريطاني.[32]
- 13 أكتوبر – ساشا بارون كوهين[33]
- 15 أكتوبر – أندي كول لاعب كرة قدم إنجليزي.[34]
- 17 أكتوبر – أندي ويتفيلد[35]
- 26 أكتوبر – أودلي هاريسون ملاكم من المملكة المتحدة.
- 30 أكتوبر – لي هاربر
- 31 أكتوبر – إيان والكر[36]

### نوفمبر
- 5 نوفمبر – روب جونز لاعب كرة قدم بريطاني.[37]
- 9 نوفمبر – إد وودورد
- 15 نوفمبر – داريل باول لاعب كرة قدم جمايكي.[38]
- 17 نوفمبر – مايكل أدامز لاعب شطرنج من المملكة المتحدة.
- 27 نوفمبر – سامانثا سميث لاعبة كرة مضرب بريطانية.

### ديسمبر
- 1 ديسمبر – إيميلي مورتيمير ممثلة بريطانية.[39]
- 3 ديسمبر – فرانك سنكلير لاعب كرة قدم جمايكي.[40]
- 13 ديسمبر – إدي نيوتن لاعب كرة قدم إنجليزي.[41]
- 16 ديسمبر – سكوت بوث لاعب كرة قدم اسكتلندي.[42]
- 25 ديسمبر – دايدو[43]
- 27 ديسمبر – دونكان فيرغسون لاعب كرة قدم بريطاني.[44]
- 29 ديسمبر – مارك وينترس

## وفيات

### يناير
- 1 يناير – ماري إستر هاردنج (مواليد 1888)[45]
- 18 يناير – نورا ستانتون بارني (مواليد 1883)[46]

### فبراير
- 5 فبراير – بول فيلدز (مواليد 1882)[47]
- 12 فبراير – وليام بيلي (مواليد 1888) دراج بريطاني.

### مارس
- 11 مارس – تشارلي دانبار برود (مواليد 1887)[48]
- 15 مارس – جاكي براون (مواليد 1909) ملاكم من المملكة المتحدة.

### أبريل
- 4 أبريل – لويس فرانسيس سالزمان (مواليد 1878) مؤرخ من المملكة المتحدة.[49]
- 20 أبريل – سيسيل باركر (مواليد 1897)[50]

### مايو
- 1 مايو – مارغريت بيرت (مواليد 1896) ممثلة أمريكية.[51]

### يونيو
- 6 يونيو – إدوارد اندرادي (مواليد 1887)[52]
- 25 يونيو – جون بويد (مواليد 1880)[53]
- 28 يونيو – ويلفريد كلارك (مواليد 1895)[54]

### يوليو
- 17 يوليو – جوردون ويلسون (مواليد 1887) جراح من المملكة المتحدة.

### أغسطس
- 13 أغسطس – ولتر أوين بنتلي (مواليد 1888)
- 28 أغسطس – فرنسيس همفريز (مواليد 1879)

### أكتوبر
- 7 أكتوبر – جيمي غالاغر (مواليد 1901) لاعب كرة قدم أمريكي.

### نوفمبر
- 1 نوفمبر – جيمي هولمز (مواليد 1908) لاعب كرة قدم إنجليزي.
- 15 نوفمبر – رودولف آبل (مواليد 1903)[55]
- 17 نوفمبر – ليزلي جودفري (مواليد 1885) لاعب كرة مضرب من المملكة المتحدة.[56]
- 20 نوفمبر – جوك ماكافوي (مواليد 1908)